# Гази I
Гази I ибн Фейсал (араб. غازي الأول‎; 21 марта 1912 — 4 апреля 1939) — второй король Ирака из династии Хашимитов. Фельдмаршал иракской армии, адмирал флота и маршал ВВС. Погиб в автомобильной катастрофе.

## Ранние годы
Гази был сыном Фейсала I. Он жил со своим дедом Хусейном ибн Али, пока его отец находился в поездках или боях с турками. Поэтому он вырос стеснительным и неопытным молодым человеком. С частью хашимитов он покинул в 1924 году Хиджаз и прибыл в Багдад, где его провозгласили наследным принцем.

## Король

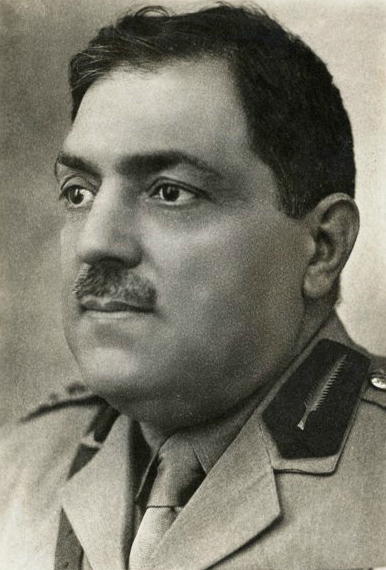
Министр обороны Королевства Ирака Джафар аль-Аскари

После смерти отца 8 сентября 1933 года Гази I был коронован в качестве нового короля Ирака. Гази был далеко не так послушен англичанам, как его отец, и старался проводить независимую политику. Править ему пришлось в трудное время, когда в стране ширилось оппозиционное и националистическое движение. В октябре 1936 года генерал Бакр Сидки при поддержке лидера националистической организации «Аль-Ахани» Хикмета Сулеймана произвёл в стране военный переворот.
Во время переворота был убит руководитель военного ведомства Джафар аль-Аскари.
Участвовавшие в заговоре армейские части вошли в Багдад и блокировали королевский дворец. Гази был вынужден назначить Хикмета Сулеймана главой правительства. Впрочем, из-за острых внутренних противоречий никаких реформ новое правительство провести не смогло и в августе 1937 года ушло в отставку.

## Гибель
4 апреля 1939 года 27-летний король Гази погиб в автомобильной катастрофе после того, как он призвал к вторжению в Кувейт с целью подчинения этой страны Ираку. Иракцы отнеслись к призыву Гази как к проявлению панарабизма — стремления объединить арабские страны против британского влияния. Загадочные обстоятельства, при которых его машина врезалась в фонарный столб, были восприняты как свидетельство того, что он стал жертвой британского заговора, в котором участвовал премьер-министр страны Нури аль-Саид.